# Fawaz Ismail Johar
Fawaz Ismail Johar, född 16 oktober 1976, är en friidrottare från Bahrain. Han deltog vid olympiska sommarspelen 1996.